# Microsoft CLIP
Das Microsoft Community Leader/Insider Program (vormals Microsoft Community Leader/Influencer Program) (CLIP) war seit 2003 eine Initiative von Microsoft Deutschland zur Betreuung von nicht-kommerziellen Anwendergruppen / Communitys, die sich rund um Microsoft-Produkte, Services und Technologien gebildet haben. Beispiele dafür stellen u. a. die .NET User Groups, Betreiber von Blogs, Foren oder Portalen dar. Im Frühjahr 2015 wurde das Programm eingestellt und wird durch das Microsoft-TechConnect-Programm abgelöst.

## Mitgliedschaft
Im Gegensatz zu dem Microsoft Most Valuable Professional (MVP)-Programm, das ähnlich wie CLIP als eine langfristige strategische Aktivität von Microsoft verortet werden kann, war die Mitgliedschaft zeitlich unbegrenzt, erlosch aber bei Beendigung des entsprechenden Engagements für die Anwendergruppe. Ein weiterer Unterschied zum MVP-Programm ist, dass sich Anwendergruppen bzw. deren Betreuer bei Microsoft für die Aufnahme in CLIP bewerben konnten. Beim MVP-Programm erfolgt die Mitgliedschaft nur auf Einladung von Microsoft. Die Entscheidung über die Aufnahme bei CLIP erfolgte wie beim MVP-Programm vierteljährlich.
Die Anwendergruppen und deren Betreiber wurden im „Microsoft Community Guide“ auf den Webseiten von Microsoft gelistet. Die Microsoft Deutschland GmbH verwaltete im Oktober 2006 über „400 Online- und Offline-Adressen“. Mehrmals jährlich wurden alle CLIP-Mitglieder zu Events wie dem „CLIP Open Day“ oder dem „Community GetTogether“ eingeladen, das dem gegenseitigen Kennenlernen dienen sollte. Microsoft sponserte in der Regel dafür die Reisekosten bis zu einem bestimmten Betrag.
Des Weiteren erhielten Anwendergruppen, die im CLIP aufgenommen wurden, technischen Informationen, Hilfestellungen und einen persönlichen Ansprechpartner bei Microsoft.

## Betreute Anwendergruppen
Unter anderem wurden im Rahmen von Microsoft CLIP Anwendergruppen mit folgenden Themenschwerpunkten betreut:
- .Net-Framework
- dFPUG (Microsoft Visual FoxPro)
- SharePoint
- Microsoft SQL Server
- Windows Phone